# 衛滿
卫满（：／ Wi Man，?—?），燕人，前2世纪时期卫满朝鲜的建立者。他是朝鲜历史上第一个有同时代史书明确记载的君主。《史记》只记载了他的名字——满，未记载其姓氏，在《汉书》中才提及他姓卫。
卫满本来是燕王卢绾的部下。卢绾虽是汉高帝刘邦的发小兄弟，但依然被疑为谋反被汉廷讨伐。前195年，卢绾逃至匈奴，而卫满东逃。根据《史记》：「汉朝初年，燕王卢绾叛汉失败，遁入匈奴。燕人卫满聚集党徒千余人，身着蛮夷之服东逃朝鲜，居住在秦朝旧城中，逐渐征服朝鲜、真番、临屯等族，并得到流亡的燕齐等国人的拥护，于是卫满自立为王，定都王险城（今平壤)」。
卫满率领千人东渡浿水（今朝鲜清川江）。居秦朝故空地上下鄣，在真番、朝鲜等族和从燕国、齐国逃来的汉人中称王，建都在王險城。时汉朝天下初定，约在前192年、前191年，辽东太守约定卫满为外臣，保塞外蛮夷，勿使犯边。有了汉朝的支持他扩大了卫氏朝鲜的疆域，方数千里。前108年，卫满朝鲜在他的孙子卫右渠手中被汉武帝灭亡。
400年后，《魏略》的记载，卫满是取代古朝鲜準王在称王的。準王南逃，自称韩王。
根据日本平安時代《新撰姓氏录》记载，日本氏族笔氏的祖先是朝鲜半岛的渡来人，为卫满的后裔。
由于卫满“魋结蛮夷服”，而且掌权沿用朝鲜的国号，韩国有观点对认为卫满有可能是生活在燕国的古朝鲜人:18，不過主流學者認為這種所謂衛滿是朝鮮人的考證太過粗糙，未必值得相信。

## 家庭
- 子：衛氏朝鮮第二代王（史失其名）
- 孫：衛右渠（衛氏朝鮮第三代王）
- 曾孫：衛長（一作衛長降，衛右渠之子）

## 延伸阅读
[在维基数据编辑]
 《史記/卷115》，出自司馬遷《史記》